# اومبو(نروژ)
اُومبو،(به نروژی و انگلیسی: Ombo) یک جزیره در بوکنافیورد در استان روگالاند و در محدودهٔ شهرداری استاوانگر، در کشور نروژ است. این جزیره، بزرگ‌ترین جزیره در ریفیلکه و دومین جزیره بزرگ استان روگالاند، از نظر مساحت است. مساحت جزیرهٔ اُومبو، تقریباً ۵۸ کیلومتر مربع و جمعیت آن در سال ۲۰۲۱ میلادی تنها ۲۲۶ نفر بوده‌است. اُومبو در شمال شرقی استخر بیرونی و وسیع  آبدرهٔ بوکنافیورد، واقع شده‌است. جزیرهٔ اُومبو دارای جنگل طبیعی درخت کاج است.

## جغرافیای محیط
کل جزیره، متعلق به  رشته کوه کالدونین است. این صخره ای است، به ویژه در شرق، جایی که گنیس‌های تا حدی دگرگون شده، در عصر پرکامبرین، بستر زیرین را تشکیل می‌دهند. در اینجا ،(تپهٔ باند: Bandåsen) با ۵۱۳ متر، ارتفاع از سطح دریا، که بلندترین ارتفاع موجود، در جزایر واقع در استان روگالاند است؛ قرار دارد. یک کمربند عریض، از جنس  سنگهای دگرگون شده خفیف، با لایه‌های قابل تمایز و شکننده، در وسط جزیره، که از شمال به جنوب کشیده شده، اصل بستر سنگی جزیره را تشکیل می‌دهد. در اینجا و در جنوب غربی جزیره، طبیعت، سازگاری بیشتری به نمایش گذاشته‌است. بخش عمده کشت زمین و سکونت در جزیره، در این مناطق واقع شده‌است. در شمال غربی و نیز در بخش شرقی جزیره سنگ بستر عمدتاً از جنس گنیس است.

## وضعیت اداری جزیره
جزیرهٔ اُومبو، از نظر تعلق اداری، گذشتهٔ پر تغییر و تحولی را پشت سر گذاشته‌است. از سال ۱۸۳۷ یعنی، زمان اجرای قانون خودگردانی شهرداری‌ها در نروژ، که ادارهٔ جزیره، بین چند شهرداری مختلف تقسیم شده بود؛ تا سال ۲۰۲۰ میلادی، این تقسیمات بارها تغییر کرده و از یک شهرداری به شهرداری دیگری منتقل شده‌است. تا اینکه نهایتاً این شهرداری‌ها، همگی، در شهرداری استاوانگر ادغام شدند.

## نام
نام جزیره (اومبو: Ombo) از کلمه نروژی باستان (Umbar) گرفته شده‌است. معنای این کلمه قابل تفسیر است. اما به احتمال زیاد، معنی «اطراف» یا «حدود» می‌دهد؛ و می‌تواند اشاره ای به شکل گرد جزیره، داشته باشد.